# Jacques-Charles-Gabriel Delahaye
Jacques-Charles-Gabriel Delahaye, né le 16 mars 1761 à Caudebec-en-Caux, mort le 31 décembre 1819 dans l'ancien 10e arrondissement de Paris, est un homme politique de la Révolution française.

## Biographie

### Sous la Convention
Delahaye est avocat dans sa ville natale lorsqu'il est élu en septembre 1792 député du département de la Seine-Inférieure, le seizième et dernier, à la Convention nationale.
Il siège sur les bancs de la Gironde. Lors du procès de Louis XVI, il vote la détention durant la guerre et le bannissement à la paix et se prononce en faveur de l'appel au peuple et du sursis à l'exécution. Il vote en faveur de la mise en accusation de Marat et ne participe pas au scrutin sur le rétablissement de la Commission des Douze.
Delahaye abandonne son poste de député et se cache. Le premier suppléant de son département, Pierre Lecomte, le remplace le 25 juillet 1793. Delahaye est décrété d'accusation le 3 octobre 1793 sur motion d'Amar, au nom du Comité de Sûreté générale. Il se soustrait au décret et se place hors de la loi, risquant la guillotine s'il est retrouvé.
En germinal an III (avril 1795), sur motion de Merlin de Douai, au nom du Comité de Sûreté générale, il est blanchi des accusations de Lecointre selon lesquelles il aurait combattu aux côtés des chouans, et rappelé au sein de la Convention.

### Sous leDirectoire
Delahaye est réélu député au Conseil des Cinq-Cents lors des élections de l'an IV (octobre 1795). En messidor an V, il est secrétaire sous la présidence de Larivière, ses collègues étant Villaret-Joyeuse, Jourdan « des Bouches-du-Rhône », et Aymé. Il est tiré au sort pour rester au Conseil jusqu'en prairial an VI (mai 1798). Au terme du coup d’État du 18 fructidor an V, il est compris dans le décret de bannissement en Guyane des députés aux accointances royalistes.

## Sources
- « Jacques-Charles-Gabriel Delahaye », dans Adolphe Robert et Gaston Cougny, Dictionnaire des parlementaires français, Edgar Bourloton, 1889-1891 [détail de l’édition]